# كلاتة برق العليا (درونة)
كلاتة برق العلیا (بالفارسية: کلاته‌برق علیا) هي قرية تقع في إيران في قسم درونة الريفي. يقدر عدد سكانها بـ 181 نسمة بحسب إحصاء 2016.